# Hinton Parva (Dorset)
Hinton Parva – osada i były civil parish w Anglii, w Dorset, w dystrykcie (unitary authority) Dorset, w civil parish Hinton. W 2001 civil parish liczyła 56 mieszkańców.